# 가와구치 나오키
가와구치 나오키(일본어: 川口 尚紀, 1994년 4월 24일 ~ )는 일본의 축구 선수이다.

## 구단 경력
그는 2013년부터 J리그의 알비렉스 니가타, 시미즈 에스펄스, 가시와 레이솔에서 뛰었다.

## 국가대표팀 경력
그는 2011년 FIFA U-17 월드컵에 참가할 일본 U-17 국가대표팀에 발탁되었으며, 4경기에 출전, 8강 진출에 기여했다. 2013년 AFC U-22 축구 선수권 대회에도 출전했다.